# Судебная реформа на Украине
Судебная реформа на Украине – совокупность законодательных, институциональных и кадровых изменений, направленных на улучшение Судебной системы Украины.
Реформа была начата в 2014 году после Евромайдана и внеочередных выборов Президента Украины. Цели реформы – привести судопроизводство Украины к европейским стандартам, обновить кадровый состав судебной системы, обеспечить антикоррупционный контроль, упростить судебную систему для граждан и восстановить доверие общества к судам.

## Предпосылки
После обретения Украиной независимости в 1991 году перед властью стояла задача демонтировать старую советскую судебную систему и создать новую, которая базировалась бы на принципах верховенства права и защиты прав и свобод граждан. В 1992 году была принята Концепция судебно-правовой реформы, в 1994 году – Закон «О статусе судей». В 1996 году Верховная Рада утвердила Конституцию Украины, которая закрепляла распределение государственной власти на три ветви: законодательную, исполнительную и судебную.
В целом начальный период реформ характеризовался закреплением базовых мировых стандартов независимости судей и самостоятельности судебной власти на Украине. Но несмотря на позитивные законодательные изменения, идея построения независимой судебной системы фактически игнорировалась высшими органами власти. Политические силы использовали суды в собственных интересах, в системе процветала коррупция, а судебная власть стала финансово зависимой от исполнительной власти Социологические опросы судей, адвокатов и прокуроров показывали существенное снижение доверия к украинским судам. Если с 1991 по 1996 год показатель независимости судебной власти вырос с 66% до 78%, то с 2002 по 2009 год он упал с 74% до 40%.
В период президентства Виктора Януковича репутация судебной системы Украины существенно ухудшилась из-за громких дел политиков, оппозиционных к действующей власти – прежде всего Юлии Тимошенко и Юрия Луценко. Поскольку наиболее противоречивые решения принимал Печерский районный суд города Киева, на Украине распространилась идиома «печерское правосудие», которая означала вынесение несправедливых, политически мотивированных вердиктов.
Особенно жёсткая критика звучала со стороны правозащитных организаций. Так, в докладе Human Rights Watch за 2011 год отмечалось, что «обвинительный приговор Юлии Тимошенко, а также аресты и суды в отношении других бывших чиновников подрывали доверие к независимости суда».

## Начало реформы
В мае 2014 президентом Украины был избран Пётр Порошенко, в предвыборной программе которого реформирование судебной системы определялось как одна из ключевых задач. Главой Администрации Президента был назначен Борис Ложкин, экс-совладелец Украинского Медиа Холдинга (УМХ). Его заместителем стал Алексей Филатов, партнёр юридической фирмы «Василь Кисиль и Партнёры», который специализировался на решении инвестиционных, корпоративных и банковских споров.
В 2013 году Филатов занимался юридическим сопровождением сделки по продаже УМХ.
Главной задачей Алексея Филатова на государственной службе стало обеспечение проведения судебной реформы. Он выступал координатором Совета по вопросам судебной реформы – консультативно-совещательного органа при президенте Украины. В её состав вошли министры, председатели судов, юристы, правозащитники, ученые, общественные деятели.
Задачами Совета стали: подготовка предложений по стратегии реформирования судоустройства и судопроизводства; налаживание взаимодействия государственных органов, гражданского общества и международных организаций по вопросам подготовки судебной реформы; мониторинг внедрения и анализ эффективности реформы; информирование общественности и международного сообщества о ходе реформы.

## Изменения в Конституцию и законы Украины
Судебная реформа требовала внесения изменений в Конституцию Украины, а также в ряд законов, связанных с системой судопроизводства. Разработкой изменений в Основной Закон занялась Конституционная Комиссия, созданная указом президента в апреле 2015 года. В составе комиссии работали более 60 человек: юристы, учёные, народные депутаты, общественные деятели. Конституционные изменения разрабатывались в сотрудничестве с Венецианской комиссией.
2 июля 2016 Верховная Рада приняла изменения в Конституцию: их поддержали 335 депутатов при необходимом минимуме в 300 голосов. Также в этот день был принят Закон «О судоустройстве и статусе судей».
Среди других законов, принятых в рамках судебной реформы – Закон «О внесении изменений в Хозяйственный процессуальный кодекс Украины, Гражданский процессуальный кодекс Украины, Кодекс административного судопроизводства Украины и другие законодательные акты», Закон «Об обеспечении права на справедливый суд», Закон «О высшем совет правосудия» и ряд других. Ожидается принятие закона «Об адвокатуре и адвокатской деятельности».

## Деполитизация
Важным шагом реформы стало устранение Верховной Рады от вопросов назначения и увольнения судей. Эти полномочия положили на Высший совет правосудия – независимый орган судебной власти.
Высший совет правосудия состоит из 21 члена. Десять из них выбирает съезд судей Украины из числа судей или судей в отставке, двух – назначает Президент Украины, двух – выбирает Верховная Рада Украины, двух – выбирает съезд адвокатов Украины, двух – выбирает всеукраинская конференция прокуроров, двух – выбирает съезд представителей юридических высших учебных заведений и научных учреждений. Председатель Верховного Суда входит в состав Высшего совета правосудия по должности.
Согласно закону, Высший совет правосудия вносит представление о назначении судьи на должность; принимает решение о нарушении судьёй или прокурором требований относительно несовместимости; обеспечивает осуществление дисциплинарным органом дисциплинарного производства в отношении судьи; принимает решение об освобождении судьи от должности; даёт согласие на задержание судьи; принимает меры по обеспечению авторитета правосудия и независимости судей.

## Трёхуровневая судебная система
Судебную систему Украины сократили до трёх уровней. Первый уровень – местные и окружные суды, второй – апелляционные суды, третий – Верховный Суд. До реформы существовал ещё один уровень – высшие специализированные суды, которые занимали место между апелляционными судами и Верховным Судом. Этот уровень был отменён. Ликвидации подлежали Высший специализированный суд Украины по рассмотрению гражданских и уголовных дел, Высший хозяйственный суд Украины и Высший административный суд Украины.
Верховный Суд подлежал существенной реорганизации. Был изменён его кадровый состав: впервые в истории независимой Украины в состав Верховного Суда вошли учёные, адвокаты и правозащитники. Их впервые отбирали на открытом конкурсе.
Также в рамках реформы были созданы специализированные суды: Высший суд по вопросам интеллектуальной собственности и Высший антикоррупционный суд.

## Квалификационное оценивание судей
Инициаторы реформы уделяли большое внимание кадровому вопросу с целью побороть коррупцию среди судей и повысить доверие населения к представителям этой профессии. Судьи были лишены полного иммунитета, который становился препятствием привлечению их к ответственности за нарушение законодательства и принципов справедливого правосудия. Впервые в истории Украины на должности судей смогли претендовать адвокаты и учёные.
Каждый судья должен был пройти процедуру квалификационного оценивания – это касалось как новых кандидатов на должности в судах, так и судей, которые уже работали в судебной системе до начала реформы. Для этого был создан специальный орган – Высшая квалификационная комиссия судей. В неё вошли судьи, адвокаты и учёные.
Для привлечения общественности к процессу оценки судей был создан Общественный совет добропорядочности. Его цель – способствовать Высшей квалификационной комиссии судей в установлении соответствия кандидатов на должность судей критериям профессиональной этики и добропорядочности.
Комиссия проверяет кандидатов по нескольким параметрам: профессиональная компетенция, добропорядочность, профессиональная этика, психологическая устойчивость. Чтобы избежать предвзятых оценок, каждому кандидату во время письменного экзамена присваивается уникальный код, и экзаменаторы не знают, чью работу проверяют. Устные собеседования с кандидатами транслируются в прямом эфире.
Масштабное оценивание вызвало неоднозначную реакцию со стороны судей. Около 2 тыс из них уволились из судебной системы ещё до начала процедуры оценивания. Возникла проблема нехватки кадров, которую Высшая квалификационная комиссия планирует решить в течение следующей волны оценивания. Кроме судов первой инстанции, комиссия проводит отбор кандидатов в Верховный суд и Высший антикоррупционный суд.

## Другие пункты реформы
Введена «адвокатская монополия»: представлять интересы граждан в судах имеют право только адвокаты, а не любые юристы.
Реформа предусматривает постепенный переход от бумажного к электронному судопроизводству. Суды должны проводить рассмотрение дел исключительно по материалам в электронной форме. Бумажные материалы рассматриваются только в случае технической невозможности электронного судопроизводства.
Верховный Суд получит право принятия «образцовых решений», которые должны учитываться судами низших инстанций при рассмотрении подобных исков. Это должно снизить нагрузку на суды и способствовать быстрому рассмотрению однотипных дел.

## Оценки реформы
Опрос, проведённый в сентябре 2017 рамках проекта USAID, выявил относительно позитивное отношение к судебной системе Украины. С точки зрения юристов судебная система получила самый высокий уровень доверия со всех органов власти – 38%. Для сравнения: парламенту и правительству доверяли лишь 12% юристов. Уровень доверия к судам среди обычных граждан с 2015 по 2017 год вырос с 5% до 12%, тогда как парламенту и правительству в 2017 году доверяли 8% и 10%.
Председатель Венецианской комиссии Джанни Букиккио сравнил судебную реформу на Украине с революцией Николая Коперника в науке. «То, что мы совместно сделали, соответствует нашим стандартам, но также нужно, чтобы эти стандарты заработали. А это уже должно сделать украинское общество», - подчеркнул он.
Сам куратор судебной реформы Алексей Филатов доволен её ходом, но вместе с тем подчёркивает, что для справедливого судопроизводства только её одной будет недостаточно. По его словам, нужно провести реформы прокуратуры, адвокатуры и юридического образования.